# 金额丝雀

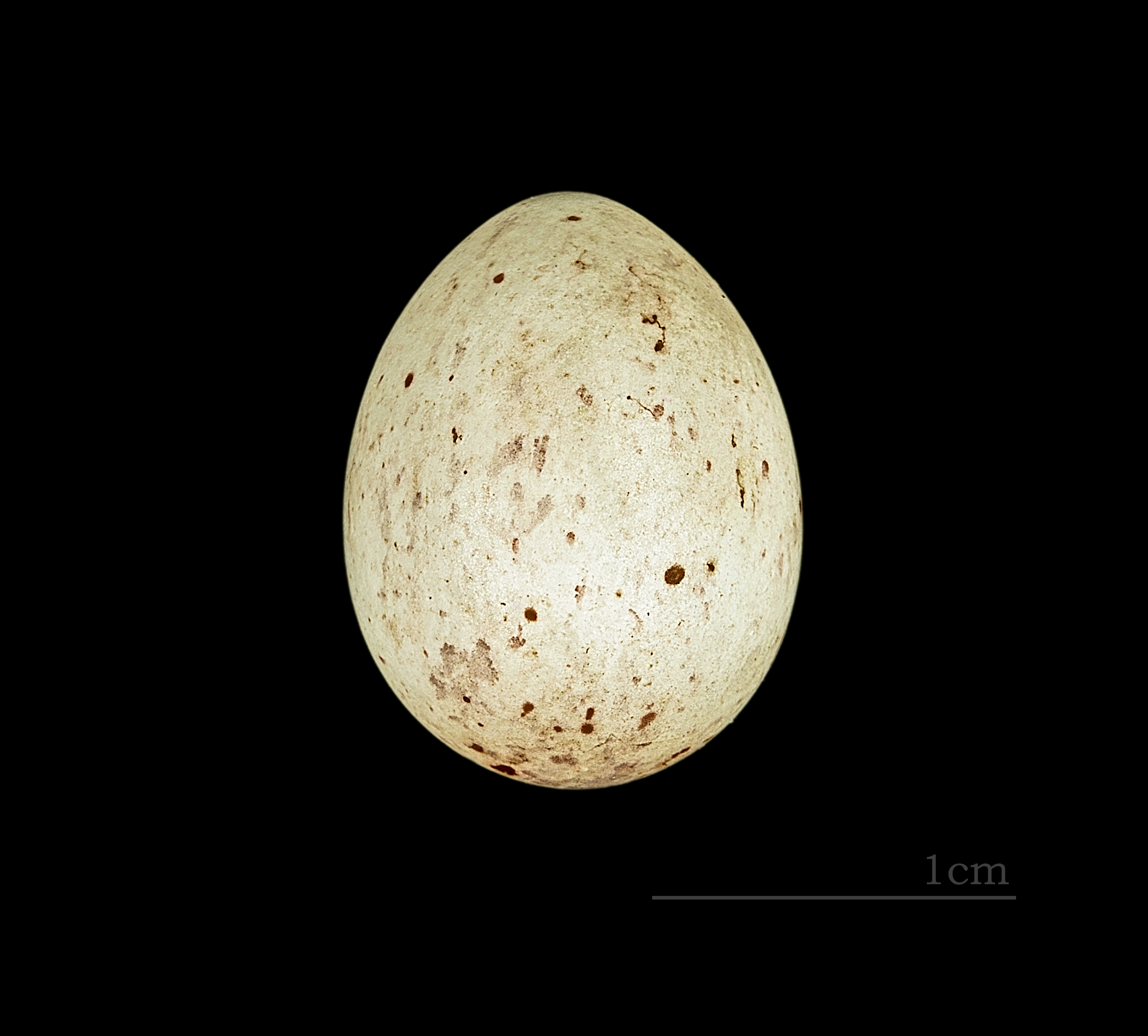
Serinus pusillus

金额丝雀（学名：Serinus pusillus）为雀科丝雀属的鸟类。分布于俄罗斯、伊朗、伊拉克、阿富汗、巴基斯坦、克什米尔、尼泊尔、印度以及中国大陆的新疆、西藏等地，主要栖息于山区溪边柳丛、杨柳丛、野蔷薇丛中或草原谷地、河谷及岩石滩上。该物种的模式产地在CircaCaucasumetmarecaspiumfreqensavis,-。